# Sendang (Wonogiri)
Sendang is een bestuurslaag in het regentschap Wonogiri van de provincie Midden-Java, Indonesië. Sendang telt 3288 inwoners (volkstelling 2010).